# 徐德 (1951年)
徐德（1951年—），男，汉族，湖北随州人，中华人民共和国企业家、政治人物，中国共产党党员，现任齐星集团董事长，第十一届全国人民代表大会湖北地区代表。

## 生平
徐德毕业于华中科技大学经济法学专业。2008年起担任全国人大代表。